# Mexican as It Is Spoken
Mexican as It Is Spoken is een Amerikaanse stomme film uit 1911. De film werd geregisseerd door de gebroeders Georges en Gaston Méliès.
Percy Gebhard uit Londen, komt op bezoek bij een familielid op een ranch in Texas, tegen de Mexicaanse grens. Hij is meteen de favoriet van de vrouwen op de ranch. Op een gegeven moment gaat hij het huis uit, gewapend met een fototoestel. Hij is niet ver weg wanneer hij tegengehouden wordt door twee bebaarde Mexicanen, die hem met veel heftige gebaren en woorden benaderen. Hij verstaat echter geen enkel woord van wat ze zeggen en de twee mannen binden hem vast met een koord. Kort daarna heeft er ook een explosie plaats niet ver van waar hij zich bevindt. Uiteindelijk kunnen de meisjes hem bevrijden en komen ze tot de ontdekking dat hij door de twee mannen vastgebonden werd om te voorkomen dat hij gekwetst zo worden door de werken die ze met de explosieven uitvoerden.
De film ging als tweedelige film, samen met Right or Wrong in première in de Verenigde Staten op 2 november 1911.

## Rolverdeling
| Acteur        | Personage     |
| ------------- | ------------- |
| Francis Ford  | Percy Gebhard |
| Henry Stanley |               |